# Hiéroglyphe égyptien N18
Le banc de sable ou vêtement, en hiéroglyphes égyptiens, est classifié dans la section N « Ciel, terre, eau » de la liste de Gardiner ; il y est noté N18. Selon qu’il représente l’un ou l’autre son utilisation diffère.

## Banc de sable

### Représentation
Il représente un banc de sable ou plus simplement une étendue de sable. Il est translittéré jw ou j.

### Utilisation
| N18 · Z1 · N23 | / | N18 · Z1 |

| N18 · Z1 · N23 | / | N18 · Z1 |

| N18 · N21 · Z1 |

| N18 · N21 · Z1 |

C'est un déterminatif des termes désignant un désert ou un pays étranger. 
| D8 |

| D8 |

| Z8 |

| Z8 |

| X4 |

| X4 |

| X4 |

| X4 |

définir ce dernier.

### Exemples de mots
| G25 · x | t · N18 |

| G25 · x | t · N18 |

| T14 | W24 · N18 |

| T14 | W24 · N18 |

| S22 | t · t · N18 |

| S22 | t · t · N18 |

## Vêtement

### Représentation
Il représente un pagne déroulé. Il est translittéré dȝjw.

### Utilisation
| N18 · Z1 | S28 | / | d | A | i | W | N18 |

| N18 · Z1 | S28 | / | d | A | i | W | N18 |